# 佐藤美央里
佐藤 美央里（さとう みおり、1989年1月14日 - ）は、日本のモデル、タレント、レースクイーンである。
愛知県出身。株式会社SISTERMANAGEMENT所属。夫は元プロ野球選手の上田剛史。

## 経歴・人物
レースクイーンとしては2012年、LMP MOTORSPORT「PACIFIC FAIRIES」としてデビュー。現在は東海テレビ放送の番組『ターゲっちゅ』のリポーターとして活動する。
特技はテニス・スノーボード・日本舞踊。趣味は旅行・スポーツ観戦・ショッピング。3人兄妹の末っ子（兄と姉がいる）。2020年6月、東京ヤクルトスワローズ(当時)の上田剛史と結婚。

## 活動

### レースクイーン
| 年度            | カテゴリー          | チーム名                          | 他メンバー                                         |
| --------------- | ------------------- | --------------------------------- | -------------------------------------------------- |
| 2012年          | SUPER GT            | LMP MOTORSPORT「PACIFIC FAIRIES」 | 青山めぐ、有馬綾香、 一戸茉緒、岩崎由衣、 乙幡紗紀 |
| 2015年          | TOYOTA GAZOO Racing | GAZOO Lady                        | 黒須さおり、小山桃、 杉山愛奈、辻野泉葉            |
| 2016年 - 2017年 | SUPER GT            | SUBARU BRZ GALS「BREEZE」         | 霧島聖子、藤谷香々、 森脇亜紗紀                    |

### イベント出演
- 東京モーターショー
  - 東京モーターショー2013「ALPINE」
  - 東京モーターショー2015「豊田合成」
  - 東京モーターショー2017「SUBARU」
- 名古屋モーターショー2013「HONDA」
- 名古屋オートトレンド2015「ブリヂストン」
- 東京オートサロン
  - 東京オートサロン2015「NGK」
  - 東京オートサロン2017、2019「SUBARU」
- 東京ゲームショウ
  - 東京ゲームショウ2016、2017「モンスターエナジーガール」

### CM
- CNCI「エステ篇」
- 東京ドームシティ「CuBAR LOUNGE」